# Mysmena cornigera
Espèce
Synonymes
- Calodipoena cornigera Lin & Li, 2008

Mysmena cornigera est une espèce d'araignées aranéomorphes de la famille des Mysmenidae.

## Distribution
Cette espèce est endémique du Yunnan en Chine,. Elle se rencontre dans le xian de Mengla.

## Description
Le mâle holotype mesure 0,62 mm.

## Publication originale
- Lin & Li, 2008 : Mysmenid spiders of China (Araneae: Mysmenidae). Annales zoologici, vol. 58, p. 487-520.